# دکتر سایکلاپس
دکتر سایکلاپس (انگلیسی: Dr. Cyclops) فیلمی در ژانر ترسناک و علمی–تخیلی به کارگردانی ارنست بی. شودزاک است که در سال ۱۹۴۰ منتشر شد. از بازیگران آن می‌توان به آلبرت دکر و چارلز هالتون اشاره کرد.